# SKG GRAN Parma Rugby
Dernière mise à jour : 29 août 2012.
SKG GRAN Parma Rugby, anciennement GRAN Rugby Parma, est un club italien de rugby à XV basé à Parme.

## Histoire
Le club est fondé en 1999 de la fusion de deux clubs : l’Amatori Parma Rugby et le Rugby Noceto.